# Старий Веліслав
Старий Веліслав (пол. Stary Wielisław, нім. Altwilmsdorf) — село в Польщі, у гміні Клодзко Клодзького повіту Нижньосілезького воєводства.
Населення — 900 осіб (2011).
У 1975-1998 роках село належало до Валбжиського воєводства.

## Демографія
Демографічна структура станом на 31 березня 2011 року:
|          | Загалом | Допрацездатний вік | Працездатний вік | Постпрацездатний вік |
| -------- | ------- | ------------------ | ---------------- | -------------------- |
| Чоловіки | 445     | 83                 | 321              | 41                   |
| Жінки    | 455     | 79                 | 281              | 95                   |
| Разом    | 900     | 162                | 602              | 136                  |